# Kołos Osokoriwka
Kołos Osokoriwka (ukr. Футбольний клуб «Колос» Осокорівка, Futbolnyj Kłub "Kołos" Osokoriwka) – ukraiński klub piłkarski z siedzibą we wsi Osokoriwka, w obwodzie chersońskim.

## Historia
Chronologia nazw:
- 19??—...: Kołos Osokoriwka (ukr. «Колос» Осокорівка)

Drużyna piłkarska Kołos Osokoriwka została założona w miejscowości Osokoriwka i reprezentowała miejscowy kołchoz. Zespół występował w rozgrywkach Mistrzostw i Pucharu obwodu chersońskiego. W sezonie 1992/93 startował w Mistrzostwach Ukrainy spośród drużyn amatorskich, w których występował do 1996. Potem kontynuował występy w rozgrywkach obwodowych.

## Sukcesy
- 2 miejsce Mistrzostw Ukrainy spośród drużyn amatorskich:

1995/96
- mistrz obwodu chersońskiego (5x):

1982—1985, 1995
- zdobywca Pucharu obwodu chersońskiego:

1985, 1991